# Перипл Понта Евксинского (анонимный)
Анонимный перипл Понта Евксинского (греч. Ανωνύμου περίπλους Ευξείνου Πόντου, лат. Anonymi Periplus Ponti Euxini) — греческое географическое сочинение, содержащее описание берегов Чёрного моря, обычно датируемое V веком. Текст сочинения сохранился по частям в трёх рукописях. Имя автора неизвестно: в историографии за ним закрепилось название Псевдо-Арриан.
Датировка V веком обоснована Карлом Мюллером и принята в литературе. О. Р. Бородин указывает на конец V века. Упоминание «готского языка» в § 60 указывает на позднюю датировку окончательного текста сочинения. По мнению М. В. Агбунова, сочинение, известное как анонимный перипл и обычно датируемое V веком, является расширенной редакцией перипла, составленного самим Аррианом, и основное его содержание восходит ко II веку.
Его источниками послужило сочинение Маркиана Гераклейского, сократившего перипл Мениппа, «Перипл Понта Евксинского», написанный Аррианом во II веке, географическая поэма Псевдо-Скимна, перипл Псевдо-Скилака и некоторые другие труды. Перипл содержит больше названий, нежели труд Арриана, но во многих случаях совпадает с ним дословно, вплоть до имен царей и обращения «ты» к императору Адриану.
Плавание начинается от Византия по южному побережью и завершается прибытием в Византий вдоль западного побережья моря. В перипле содержатся указания на расстояния между городами, поселениями и другими пунктами на берегу моря в стадиях и в милях, причем приравнивает 1 милю к 7,5 стадиям. По мнению М. В. Агбунова, хотя формально это указывает на то, что автор считал стадий равным 197 м, но механическое заимствование из более ранних сочинений, исходивших из другого размера стадия, привело к неточностям в определении расстояний.
Описание острова Ахилла сокращено (§ 92). Включена также явно устаревшая цитата из Эфора Кимского о скифах (§ 72, 75), а также ссылки на данные географа Артемидора (§ 89) и Деметрия (§ 91).

## Географические объекты, упомянутые в перипле
Географические объекты указаны по порядку маршрута плавания против часовой стрелки (от Сухума до Анапы).
| Географический объект                            | Современное название              | Расстояние между объектами в стадиях |
| ------------------------------------------------ | --------------------------------- | ------------------------------------ |
| Диоскуриада (Себастополис)                       | Сухум                             | —                                    |
| Питиунт                                          | Пицунда                           | 350                                  |
| Нитика (Стеннитика, Триглиф)                     | Абаата (Гагра)                    | 150                                  |
| Абаска река                                      | Хашупса (Цандрыпш), возможно Псоу | 90                                   |
| Боргис (Брухонт, Мизиг) река                     | Мзымта (Адлер)                    | 120                                  |
| Несис река и Гераклов (Гераклейский, Пиксит) мыс | Хоста и мыс Видный                | 60                                   |
| Масаитика (Масетика) река                        | Сочи                              | 90                                   |
| Ахеунт (Басий) река                              | Западный Дагомыс                  | 60                                   |
| Гераклов (Гераклейский, Пустынный) мыс           | Лазаревское                       | 150                                  |
| Мыс Левая (защищает от ветров фраския и борея)   | Кадош (Туапсе)                    | 180                                  |
| Старая Лазика (Никопсис) и Псахапсис река        | Новомихайловский и река Нечепсухо | 120                                  |
| Старая Ахея (Топсида)                            | Архипо-Осиповка                   | 150                                  |
| Пагры (Гептала, Торик)                           | Геленджик                         | 350                                  |
| Святая бухта (Патус, Бата, Гиерия, Никаксин)     | Цемесская бухта (Новороссийск)    | 180                                  |
| Синдика (Горгиппия, Эвдусия)                     | Анапа                             | 300                                  |

## Публикация на русском языке
- Латышев, В. В. Известия древних писателей о Скифии и Кавказе // Вестник древней истории. — 1948. — № 4 (26). — С. 226—238.